# تپه مؤمن‌آباد
تپه مؤمن آباد مربوط به دوران‌های تاریخی پس از اسلام است و در شهرستان دامغان، بخش مرکزی، روستای مؤمن آباد واقع شده و این اثر در تاریخ ۲۵ اسفند ۱۳۷۹ با شمارهٔ ثبت ۳۶۳۱ به‌عنوان یکی از آثار ملی ایران به ثبت رسیده است.